# Perforce
Perforce est un outil de gestion de configuration utilisé dans le processus de développement logiciel.
Il est développé par la société éponyme.
- Il s'interface avec n'importe quel éditeur de code respectant le protocole SCCS.
- Il propose une gestion des modifications par listes de changements afin de rendre les modifications unitaires.
- Il permet la création de tâches à accomplir sur le produit.
- Il offre à l'utilisateur l'association de ces tâches avec les listes de changements.
- Sa gestion de branches est extrêmement intuitive et facilite la mise en œuvre du modèle branch by purpose.
- Un connecteur ODBC permet de réaliser des outils de métriques logicielles ou autres outils complémentaires de gestion de code.
- Il intègre la gestion de déclencheurs (triggers) permettant de déclencher des actions à la mise à jour de fichiers dans Perforce.

Perforce est vendu aux entreprises et aux grands groupes, et distribué gratuitement aux développeurs indépendants, et aux contributeurs aux projets  open source. Ce dernier mode de distribution reste incompatible avec les licences libres.